# 中山光輝
中山光輝（なかやま みつてる、1969年6月9日 - ）は、日本の財務・金融官僚。

## 概要
福井県今庄町（現南越前町）出身。福井県立武生高等学校、京都大学法学部卒業。京大法学部在学中に国家公務員一種試験（法律）を合格。1992年4月 大蔵省入省（銀行局総務課）。1993年5月 銀行局特別金融課。1994年4月 銀行局付（東京大学大学院経済学研究科研究員）。1996年7月 大臣官房調査企画課企画係長。2014年7月28日 財務省主計局主計企画官（財政分析担当）。2015年6月19日 主計局調査課長。2016年6月22日 主計局主計官（国土交通、公共事業総括担当）兼主計局調査課長。同年7月19日 主計局主計官（国土交通、公共事業総括担当）。2018年7月17日 内閣官房内閣参事官（内閣官房副長官補付）兼内閣府地方創生推進事務局参事官。一億総活躍や働き方改革、地域再生などの施策を担当。2020年7月20日 主計局総務課長兼主計局法規課長兼主計局主計官（国土交通、公共事業総括担当）。同年7月22日 主計局総務課長兼主計局主計官（国土交通、公共事業総括担当）。同年7月28日 主計局総務課長。2021年1月12日 内閣官房内閣審議官（内閣官房副長官補付）兼内閣府政策統括官（経済財政運営担当）。一億総活躍や働き方改革、プレミアム付商品券などを担当。2021年10月、岸田文雄内閣総理大臣秘書官。

## 略歴
- 1992年4月：大蔵省入省（銀行局総務課）[2]
- 1993年5月：銀行局特別金融課[2]
- 1994年4月：銀行局付（東京大学大学院経済学研究科研究員）[2]
- 1996年7月：大臣官房調査企画課企画係長[3][2]
- 1998年6月：金融監督庁検査部検査総括課金融証券検査官
- 1998年8月：金融監督庁検査部検査総括課金融証券検査官 兼 金融監督庁長官官房総務課調整室長補佐
- 1999年7月：金融監督庁検査部検査総括課金融証券検査官 兼 金融監督庁長官官房総務課長補佐
- 2000年1月：金融監督庁長官官房総務課長補佐
- 2000年7月：労働省職業安定局高齢・障害者対策部高齢者雇用対策課長補佐
- 2001年1月6日：厚生労働省職業安定局高齢・障害者雇用対策部高齢者雇用対策課長補佐
- 2002年8月：財務省理財局国有財産企画課長補佐（総括・企画一）[6]
- 2003年7月：理財局計画官補佐（地方企画係）
- 2004年7月：主計局総務課長補佐（歳入・国債係主査）
- 2005年7月：主計局主計官補佐（公共事業第三係主査）
- 2006年7月：主計局主計官補佐（国土交通第一、二係主査）
- 2007年7月：主計局主計官補佐（公共事業総括、公共事業第一、二係主査）
- 2008年7月：金融庁総務企画局総務課長補佐（国際室） 兼 金融庁総務企画局総務課地域協力調整官 兼 金融総務企画局政策課政策調整官
- 2009年6月：外務省在韓国大使館参事官
- 2012年7月17日：総務省行政管理局管理官（定員、独法、特法総括）
- 2014年5月30日：総務省行政管理局管理官（定員、独法、特法総括） 兼 内閣官房内閣参事官（内閣人事局）
- 2014年7月28日：主計局主計企画官（財政分析担当） 兼 主計局厚生労働総括係、第一係、第二係、第三係、第四係、第五係、第六係、第七係 兼 大臣官房文書課[7]
- 2014年10月：主計局主計企画官（財政分析担当） 兼 主計局厚生労働総括係、第一係、第二係、第三係、第四係、第五係、第六係、第七係 兼 大臣官房文書課 兼 内閣官房すべての女性が輝く社会づくり推進室参事官
- 2015年6月19日：主計局調査課長 兼 主計局主計企画官（財政分析担当） 兼 主計局厚生労働総括係、第一係、第二係、第三係、第四係、第五係、第六係、第七係 兼 内閣官房すべての女性が輝く社会づくり推進室参事官[5]
- 2015年7月9日：主計局調査課長
- 2016年6月22日：主計局主計官（国土交通、公共事業総括担当） 兼 主計局調査課長
- 2016年7月19日：主計局主計官（国土交通、公共事業総括担当）
- 2018年7月17日：内閣官房内閣参事官（内閣官房副長官補付） 兼 内閣官房一億総活躍推進室参事官 兼 内閣官房働き方改革推進室参事官 兼 内閣官房人生100年時代構想推進室参事官 兼 内閣府地方創生推進室参事官 兼 内閣府地方創生推進事務局参事官（地域再生担当）
- 2020年7月20日：主計局総務課長 兼 主計局法規課長 兼 主計局主計官（国土交通、公共事業総括担当）
- 2020年7月22日：主計局総務課長 兼 主計局主計官（国土交通、公共事業総括担当）
- 2020年7月28日：主計局総務課長
- 2021年1月21日：内閣官房内閣審議官（内閣官房副長官補付） 兼 内閣官房一億総活躍推進室次長 兼 内閣官房働き方改革実現推進室次長 兼 内閣官房人生100年時代構想推進室次長 兼 内閣官房プレミアム付商品券施策推進室次長 兼 内閣官房就職氷河期世代支援推進室次長 兼 内閣府政策統括官（経済財政運営担当）付 兼 内閣府本府プレミアム付商品券事業担当室次長
- 2021年：内閣総理大臣秘書官